# Tibor Jančula (Fußballspieler, 1969)
Tibor Jančula (* 16. Juni 1969 in Bernolákovo, Tschechoslowakei) ist ein ehemaliger slowakischer Fußballspieler in der Position des Mittelstürmers.

## Karriere
Seine Jugendjahre verbrachte er beim Verein seines Geburtsortes Bernolákovo. Sein erster Verein als Profifußballer war der DAC Dunajská Streda, bei dem er drei Saisons spielte, bevor er zu FK Viktoria Žižkov ging. 1995 wechselte er zum SV Austria Salzburg in die österreichische Bundesliga. In seinem zweiten Jahr bei Salzburg wurde er mit dem Verein österreichischer Meister. 1997 folgte ein Engagement bei Fortuna Düsseldorf, das wenig erfolgreich war; er wurde noch im gleichen Jahr an den KSK Beveren in Belgien verliehen. Von dort wechselte er wieder zu Slovan Bratislava zurück, dem Verein, bei dem er den größten Teil seines aktiven Fußballerlebens verbrachte. Für Slovan bestritt er 105 Spiele, in denen er 39 Tore schoss. Nach einem einjährigen Gastspiel bei Ferencvárosi TC ließ er seine Karriere, die 2004 endete, zuvor beim unterklassigen FC Družstevník Báč und später beim FC Illmitz im österreichischen Amateurfußball ausklingen. Heute arbeitet er als Fußballtrainer, wobei er bei der U-19-Mannschaft von Slovan Bratislava engagiert war.

## International
Tibor Jancula stand zwischen 1995 und 2001 29 Mal in der slowakischen Nationalmannschaft und erzielte dabei neun Tore.

## Politik
Bei der Nationalratswahl 2016 wurde er für die Slovenská národná strana (SNS) zum Mitglied des slowakischen Nationalrates gewählt. Er war der gemeinsame Kandidat von SNS und Smer bei der Bürgermeisterwahl in Bernolákovo 2018 und erzielte 12,79 % der Stimmen. Bei der Nationalratswahl 2020 stellte er sich erneut zur Wahl, wurde aber nicht gewählt.

## Erfolge
- Österreichischer Meister 1996/97 (SV Austria Salzburg)